# أفرام عيسى
أفرام عيسى (بالسريانية: ܐܦܪܝܡ ܥܝܣܐ)‏ (1980-)، هو رياضي سوري سرياني هو لاعب كمال أجسام. 

## حياته ونشأته
ولد في مدينة القامشلي في سوريا عام 1980, وهو متزوج لديه أربع أولاد. بدأت حياته الرياضية في مدينة القامشلي عندما كان في سن الرابعة عشر 1994 بتشجيع من أخيه الأكبر توماس عيسى المقيم حاليا في السويد.
و كانت مشاركاته الأولى في مدينة القامشلي مع نادي الجهاد الرياضي وتدرج في الأوزان 100 - +100 فئة الرجال وبشرف على تدريبه البطل العالمي فؤاد بوجقلي المقيم حالياً في الولايات المتحدة الأمريكية الذي يعتبرهُ قدوته والبطل العالمي جان شمعون المقيم حالياً في بلجيكا , أيضاً يعتبرهُ قدوته.
يملك أفرام عيسى مجمع أليكس الرياضي. وهو المدرب فيه.

## المشاركات والألقاب[3]
بطولة سيد الشاطئ 1997
بطولة الجمهورية وتجارب العرب 2000
تصنيف أندية 2001 المركز الرابع
بطولة الجمهورية وتجارب العرب المركز الثاني
بطولة كاس السيد الرئيس 2007 المركز لأول
بطولة الجمهورية 2007 المركز الأول
كأس السيد الرئيس 2007 المركز الأول
بطولة الجمهورية 2008 المركز الأول
بطولة سيد الشاطئ 2008 المركز الأول
كأس السيد الرئيس 2009 المركز الأول
بطولة أندية الدرجة الأولى 2010 المركز الأول
بطولة سيد الشاطئ 2010 المركز الأول
بطولة العرب 2010 في مصر المركز الخامس
بطولة المتوسط 2010 في الأردن المركز الثالث